# Alexander Wassiljewitsch Nikolski

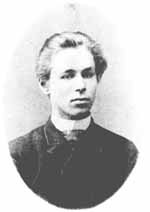
Alexander Nikolski

Alexander Wassiljewitsch Nikolski (russisch Александр Васильевич Никольский, wiss. Transliteration Aleksandr Vasil'evič Nikol'skij, auch Alexander Vasilievich Nikolsky; geboren 22. Junijul. / 4. Juli 1874greg. in Wladykino, Gouvernement Pensa; gestorben 19. März 1943 in Moskau) war ein russischer Komponist, Chorleiter und Pädagoge.

## Leben und Wirken
Nikolski absolvierte zunächst eine geistliche Ausbildung zum Priester, er erwarb 1896 einen Abschluss an der Moskauer Synodalschule und setzte seine musikalische Ausbildung im folgenden Jahr am Moskauer Konservatorium fort. Nach der Oktoberrevolution war Nikolski im Proletkult als Autor proletarischer Lieder tätig und beschäftigte sich auch mit ethnographischer Arbeit. 1928 wurde er Lehrer an der Chorabteilung des Moskauer Konservatoriums, wo er bis zu seinem Tod arbeitete (seit 1935 als Professor).
Nikolski spielte eine herausragende Rolle bei der Entwicklung der Chorkunst in Russland. Er hat viele geistliche Werke geschrieben.
In seinen weltlichen Chorwerken vertonte er Texte von A. Puschkin, H. Heine (Übersetzungen von P. Bykow, M. Michailow, P. Weinberg, N. Berg, M. Prachow), M. Rosenheim, A. Koltonowski, K. Balmont, N. Schreiter, M. Lermontow, A. Kolzow, S. Gorodezki. Sie fanden jüngst Aufnahme in der Anthologie der russischen weltlichen A-cappella-Chormusik des 19. bis frühen 20. Jahrhunderts (Band 16).
Zu seinem 135. Geburtstag widmete ihm der Studentenchor des Moskauer Konservatoriums unter Stanislaw Kalinin ein Gedächtnis-Konzert.
Nikolski ist auf dem Moskauer Pjatnizkoje-Friedhof (Пятницкое кладбище) beigesetzt.
In jüngerer Zeit beschäftigt sich Ljudmila Wiktorowna Malazai mit der Erforschung von Leben und Werk Nikolskis.

## Werke (Auswahl)
vgl. Noten und Audiodateien von Alexander Wassiljewitsch Nikolski im International Music Score Library Project 
- All-Night Vigil, Op.26 Klangbeispiele
- From My Youth, Op.51
- Liturgy of St. John Chrysostom, Op.31 Klangbeispiele
- Minuet in A major, Op.43 No.3
- 4 Pieces for Piano and Winds, Op.40
- 2 Pieces for String Trio, Op.42
- Praise Ye the Name of the Lord
- 4 Russian Songs, Op.27

- Psalm 22 My God, my God, why hast Thou forsaken me - Klangbeispiel
- Psalm 27 The Lord is My Light - Klangbeispiel